# Alexis Duarte
Alexis David Duarte Pereira (Asunción, Paraguay, 12 de marzo de 2000) es un futbolista paraguayo, juega de defensa y su club es el F. C. Spartak de Moscú de la Liga Premier de Rusia. Es internacional con la selección de fútbol de Paraguay.

## Trayectoria
Inició en las categorías inferiores del Club Cerro Porteño al cual pertenece desde la sub-14 y donde pasó por todas las categorías hasta ser parte del plantel de Primera División. Debutó en 2018 ante el Club 2 de Mayo por la Copa Paraguay de la mano del español Fernando Jubero, quien en ese entonces era director técnico del club.
El 11 de enero de 2023 la entidad paraguaya anunció que había llegado a un acuerdo con el F. C. Spartak de Moscú para su traspaso a cambio de unos cinco millones de dólares. Dos semanas después fue el club ruso quien confirmó su fichaje hasta junio de 2027.

## Clubes
| Club                   | País     | Año       |
| ---------------------- | -------- | --------- |
| Club Cerro Porteño     | Paraguay | 2020-2023 |
| F. C. Spartak de Moscú | Rusia    | 2023-     |

## Palmarés

### Títulos nacionales
| Título          | Club          | País     | Año  |
| --------------- | ------------- | -------- | ---- |
| Torneo Apertura | Cerro Porteño | Paraguay | 2020 |
| Torneo Clausura | Cerro Porteño | Paraguay | 2021 |

### Distinciones individuales
| Distinción                | Otorgada por | Año  |
| ------------------------- | ------------ | ---- |
| Premio Jugador Revelación | APF          | 2020 |